# Fratura concoide

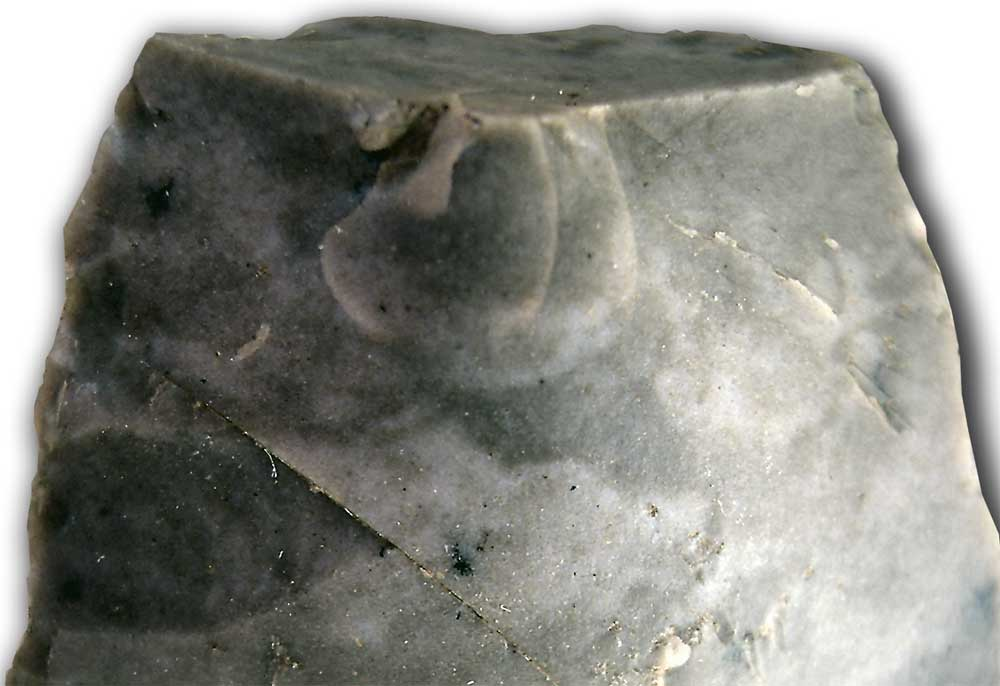
Concoide

A fratura concoide ou fratura conchoidal é um tipo de quebra própria de materiais frágeis, de composição homogênea e amorfa (isótropa), os quais ao trociscarem-se não seguem planos naturais de separação. Entre estes materiais encontra-se o vidro doméstico, alguns minerais e numerosas rochas naturais duras e criptocristalinas como o quartzito, a obsidiana, etc.
A fratura concoide opõe-se à fratura plana, ou, mais propriamente, à clivagem, que têm certos corpos cristalinos nos quais as moléculas ficam ordenadas numa única direção, por exemplo as gemas ou os materiais semicondutores. Cada um destes tipos de fratura tem propriedades aproveitáveis pelo ser humano.
Assim, a fratura concoide é empregada por muitos geólogos para determinar a natureza dos materiais que estudam; contudo, a sua verdadeira importância radica em ter sido o sistema com o qual foram fabricadas as ferramentas talhadas da Pré-História.

## Descrição

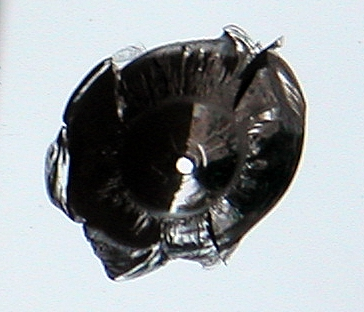
cone neutro de fratura

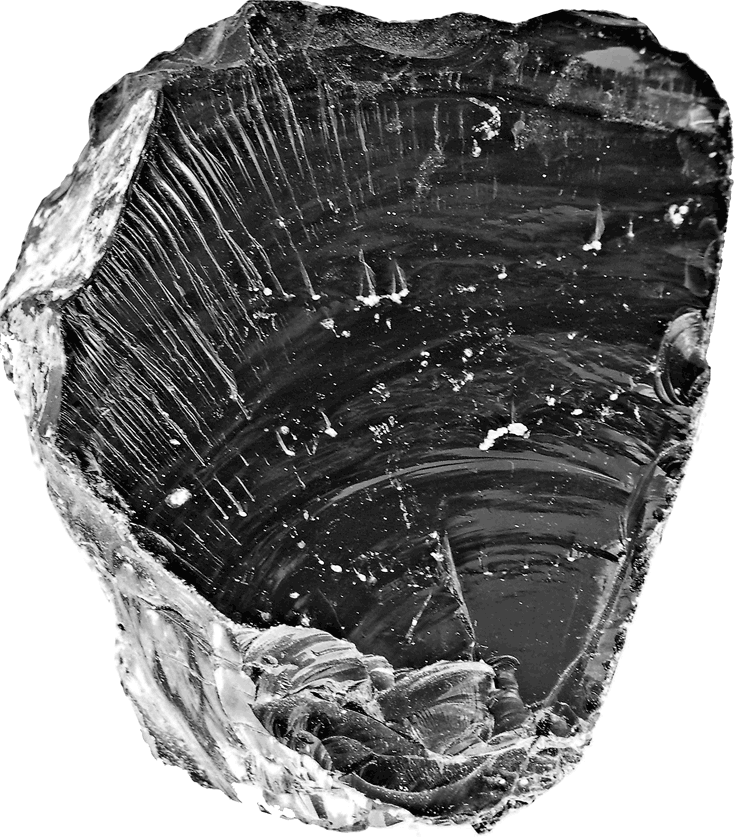
Face inferior de uma lasca experimental de obsidiana onde se apreciam as alterações reológicas da fratura concoide

A fratura concoide ocorre através de uma superfície equipotencial que não é plana, uma onda curva, e que, para além disso, muda paulatinamente à medida que se propaga. O nascimento é a parte onde o material que recebe a tensão provocará a fratura (quer por um impacto, quer por uma forte pressão). Esta zona recebe o nome de "superfície elíptica de Hertz", e a partir dela, como se de um epicentro se tratasse, desenvolvem-se ondas de vibração que quebram o material. Na realidade, trata-se de ondas elásticas transversais que são refletidas uma e outra vez por todas as caras do sólido até, por fim, confluírem numa única superfície de fratura. Estas ondas têm forma de parábolas largas e curtas cuja origem é tangente ("parábolas homofocais"). A seguir, desenvolve-se ou cone hertziano ou "cone neutro"  que vai curvando até se tornar na "esfera de Boussinesq"  (basicamente, o concoide). À medida que a superfície de fratura se propaga, as parábolas mudam de direção através da chamada "superfície equipotencial de Ranking". Assim a onda vai-se deformando, até formar a "curva intrínseca de Caqot".
A fratura concoide perfeita é frequentemente chamada de hookiana, e adquiriria uma forma elíptica larga e curta, pois a parábola homofocal é a morfologia própria das ondas de fratura em condições ideais. Esta forma recorda à concha de um bivalve, razão pela qual recebe o nome de concoide. A morfologia elíptica não é intrinsecamente melhor ou pior, mas para os humanos da Pré-História implicava umas claras limitações, pois apenas poderia proporcionar peças (lascas) largas e curtas.
Contudo, há muitos elementos que alteram a propagação das ondas, pelos quais é normal que estas degenerem adquirindo propriedades chamadas reológicas. Por exemplo, as próprias ondas elásticas que continuam rebotando e que interferem no normal desenvolvimento da fratura; também as fissuras ou as impurezas do material. Todos esses fatores perturbam a fratura natural, desorganizando-a, gerando superfícies de quebra secundárias, "lascamentos" caóticos; "lancetas" radiais que indicam donde vêm o impacto e qual é o desenvolvimento da superfície de fratura; "esquírolas parasitas" que saltam fortuitamente, mas de um jeito sistemático no concoide; micro-lascados trapezoidais, associados às beiras da lasca, onde o material é mais fino e vulnerável à repercussão de interferências; ondulações que provocam um movimento oscilatório na superfície de fratura, etc.

## Aproveitamento humano
Há certa relação entre a espessura do sólido e a superfície de fratura, pois as suas paredes exteriores refletem as ondas elásticas transversais. Quando as ondas de fratura se acercam à superfície do corpo, mudam bruscamente a sua direção, propagando-se para tal superfície;  isso é chamado de "efeito beira". Se falarmos de artefatos líticos talhados em rochas de fratura concoide, o efeito beira, longe de ser um inconveniente para os artesãos pré-históricos foi aproveitado para obter peças com formas e dimensões previstas, conseguindo, assim, uma série de produtos, com formas preconcebidas pelo artesão entalhador, que recebem o nome genérico de lascas, mas que podem ser divididas em muitas variedades significativas. Caso especial é o das lamelas líticas; pois a fratura concoide natural tende a ser mais larga do que longa e, porém, graças ao domínio do efeito beira, os artesãos pré-históricos conseguiam produtos extremamente alongados e finos, muito adequados para numerosas ferramentas.

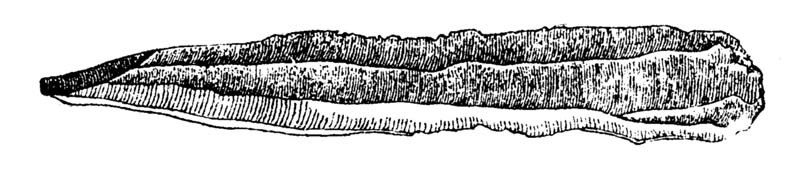
Uma lamela lítica